# Norco (Californië)
Norco is een plaats (city) in de Amerikaanse staat Californië, en valt bestuurlijk gezien onder Riverside County.

## Demografie
Bij de volkstelling in 2000 werd het aantal inwoners vastgesteld op 24.157.
In 2006 is het aantal inwoners door het United States Census Bureau geschat op 27.051, een stijging van 2894 (12.0%).

## Geografie
Volgens het United States Census Bureau beslaat de plaats een oppervlakte van
37,2 km², waarvan 36,5 km² land en 0,7 km² water.

## Plaatsen in de nabije omgeving
De onderstaande figuur toont nabijgelegen plaatsen in een straal van 16 km rond Norco.